# Finis Terrae (2019)
Finis Terrae ist ein deutsch-britischer Essayfilm von Konstantin Ferstl. Gemeinsam mit dem französischen Philosophen Alain Badiou erzählt der Film in sieben Kapiteln die Geschichte vom Scheitern der kommunistischen Idee im 20. Jahrhundert. Gedreht wurde in mehr als zwanzig Ländern auf der ganzen Welt, von Lateinamerika bis Nordkorea. 

## Handlung
Finis Terrae beginnt im Epochenjahr 1917 an der Wallfahrtskirche Maria Schnee mit der Gleichzeitigkeit von Lenins Zugfahrt nach Petrograd und der Geburt der Großmutter des Erzählers. Weitere Stationen sind u. a. eine Filmkulisse in Pjöngjang, eine Siedlung der Zapatistas im Urwald von Chiapas, eine russische Forschungsstadt an der Wolga oder Reste der ehemaligen DDR in Berlin. Nach einer Reise um die Welt und durch hundert Jahre Ideengeschichte des Kommunismus endet der Film mit dem gleichzeitigen Tod von Fidel Castro in Havanna und der Großmutter des Erzählers in Bayern. 
Dem Film ist ein Zitat aus Joseph Roths Roman Radetzkymarsch vorangestellt. Die Parallelität zwischen dem untergehenden Habsburgerreich am Ende des 19. Jahrhunderts und dem langsamen Verschwinden der sozialistischen Staaten ist ein zentrales Motiv des Films. Die Trauerzüge von Kaiser Franz Joseph I. auf der Wiener Ringstraße und von Fidel Castro auf dem Malecón werden im Film ineinander montiert.
Der Titel Finis Terrae (lat. Ende der Welt) bezieht sich auf Fukuyamas Begriff vom Ende der Geschichte. Der Filmanfang mit Alain Badious Stimme aus dem Radio ist eine Hommage an Film Socialisme von Jean-Luc Godard, wo das Kapitel „Des Choses“ mit einem Vortrag Badious über Geometrie als Ursprung vor einem leeren Saal beginnt.

## Produktion
Die Dreharbeiten erstreckten sich über vier Jahre. Die Passagen mit Alain Badiou entstanden in Paris. Weitere Drehorte waren u. a. Mexiko-Stadt, Rom, Buenos Aires, London, Moskau, Beijing und Pjöngjang. In Kuba gab es zwei Drehblöcke, zunächst im März 2015, später dann noch einmal zu Fidel Castros Trauerfeierlichkeiten im November 2016. 
Bei der Filmmusik legte Komponist Christoph Zirngibl großen Wert auf die Präsenz menschlicher Stimmen: Im Soundtrack finden sich Solopassagen für Mezzosopran (Ekaterina Mamysheva) sowie zahlreiche Chorstücke, darunter eine Bearbeitung des Liedes Trotz alledem. Die Aufnahmen zur Filmmusik fanden in Potsdam mit dem Deutschen Filmorchester Babelsberg und dem Filmchor Berlin unter der Leitung von Lorenz Dangel statt. Das Soundtrack-Album erschien am 20. September 2019.
Der Film feierte seine Premiere am 1. Februar 2019 im Theater am Bismarckplatz in Regensburg, wobei das Philharmonische Orchester Regensburg und der Cantemus Chor die Musik live zur Leinwand aufführten. Seine Festivalpremiere hatte Finis Terrae auf den 41. Biberacher Filmfestspielen, wo er für den Dokubiber nominiert war.

## Würdigung
Die Filmmusik von Christoph Zirngibl war für zahlreiche nationale und internationale Preise nominiert, darunter der Deutsche Filmmusikpreis, der Jerry Goldsmith Award, der Preis der Internationalen Filmmusikkritiker (IFMCA Award) sowie der europäische Filmmusikpreis (Camille Award).